# Amorfe humus

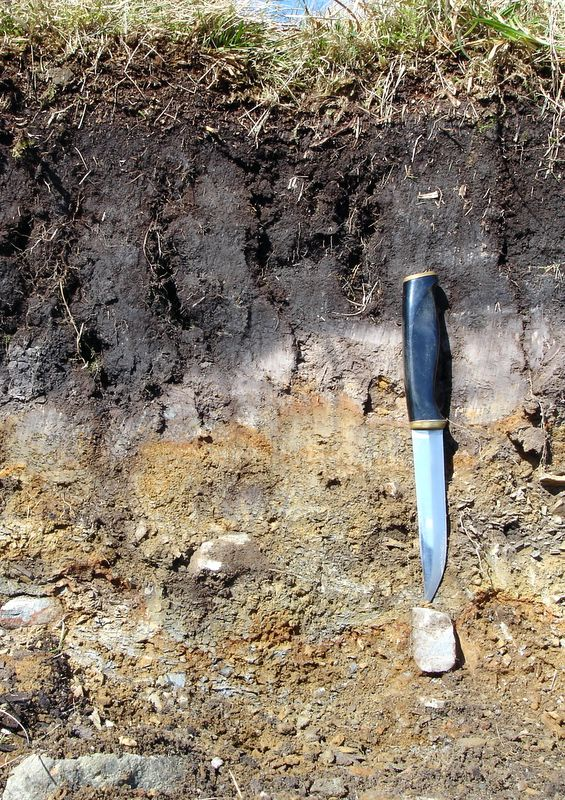
Amorfe humus, zichtbaar als zwart zand in een podzolprofiel.

Amorfe humus is een amorfe humusvorm die als zwarte omhulsels rondom zandkorrels voorkomt in de inspoelingshorizonten van humuspodzolgronden en in de daaronder aanwezige dunne humusfibers. Ook komt amorfe humus voor als opvulling van de poriën tussen de zandkorrels. Amorfe humus heeft geen vorm van zichzelf (amorf = vormloos); het vormt zich naar de vorm van de zandkorrels of de poriën daartussen.